# Szydełkowanie tunezyjskie

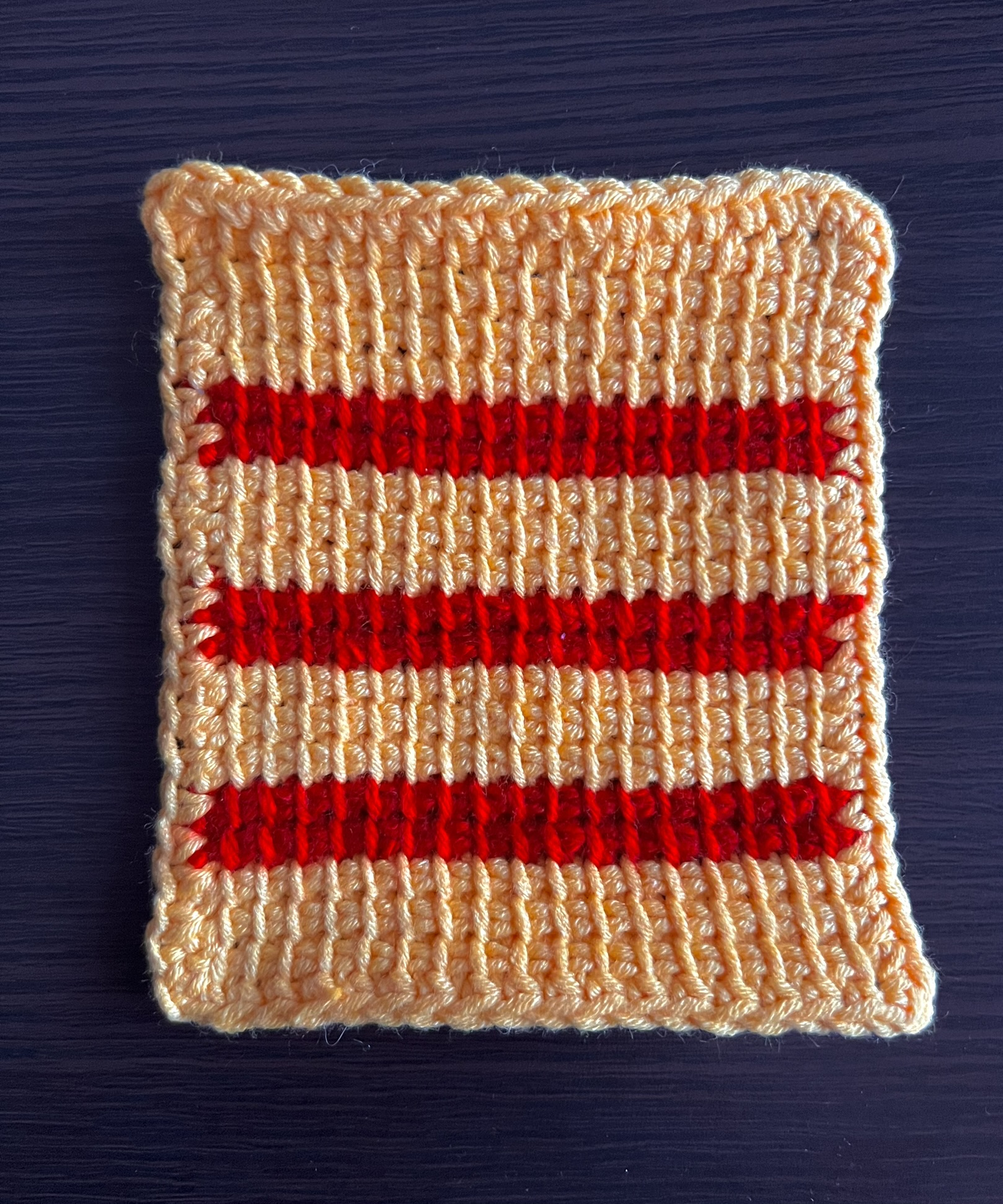
Podkładka pod kubek wykonana podstawowym ściegiem na szydełku tunezyjskim.

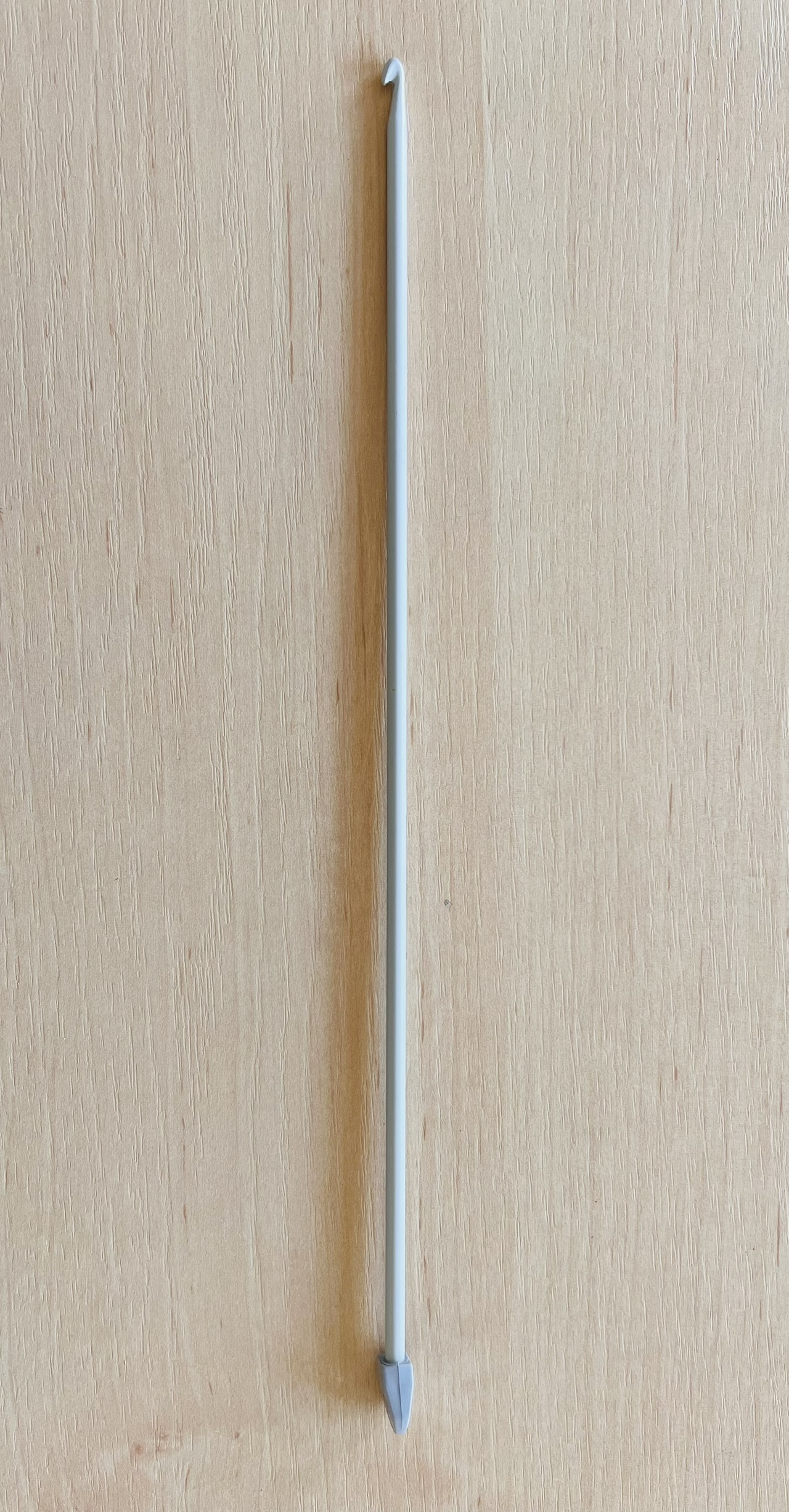
Teflonowe szydełko tunezyjskie długości 35 cm.

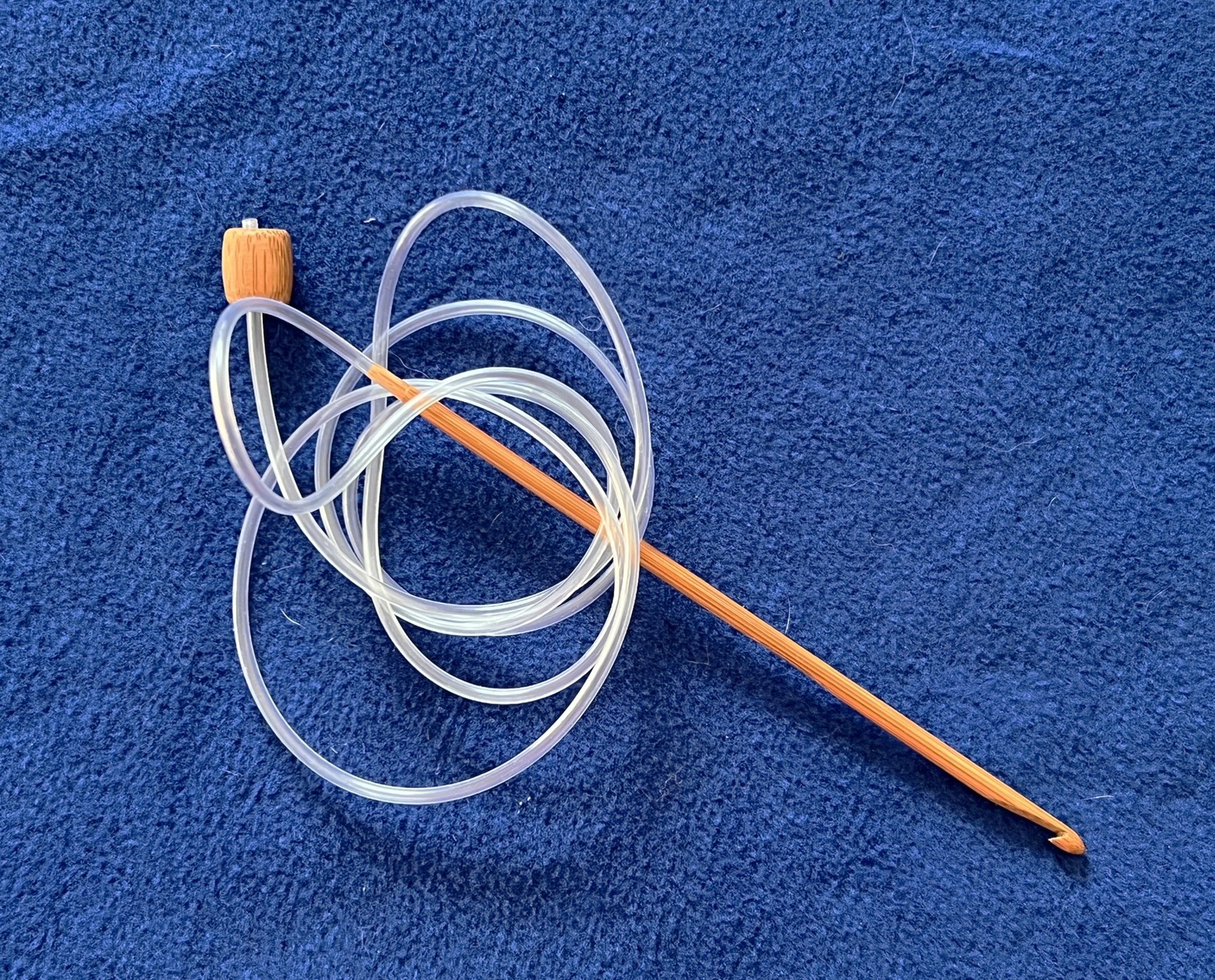
Bambusowe szydełko tunezyjskie z nylonową żyłką.

Szydełkowanie tunezyjskie, szydełkowanie afgańskie – rodzaj szydełkowania, w którym używa się wydłużonego szydełka, często z zatyczką na końcu rękojeści, zwanego szydełkiem afgańskim. Czasami uważa się je za połączenie szydełkowania i robienia na drutach. W związku z tym niektóre techniki stosowane w robieniu na drutach są również stosowane w szydełkowaniu tunezyjskim.

## Opis
Praca zaczyna się od tradycyjnego szydełkowego łańcuszka początkowego. Po zakończeniu łańcuszka, pierwszy rząd jest przerabiany przez przeciąganie nitki przez wszystkie oczka łańcuszka, czyli nowa pętelka nie jest przeciągana przez pętelkę początkową jak w tradycyjnym szydełkowaniu.  Wszystkie pętelki przeciągnięte przez oczka łańcuszka pozostają na szydełku. W tym momencie praca przerabiana jest od prawej do lewej. Na końcu na szydełku będzie tyle pętelek, ile jest wymaganych oczek. Ten krok nazywa się przejściem do przodu, jest podobny do nabierania oczek w robótce na drutach. Jest to pierwsza z dwóch części tworzenia rzędu.
W przypadku „tunezyjskiego prostego ściegu” i większości podstawowych ściegów, praca nigdy nie jest odwracana. Po uzyskaniu odpowiedniej liczby oczek, proces jest odwracany, przy czym każde oczko jest wykonywane z szydełka poprzez przeciągnięcie świeżej pętelki włóczki przez każde oczko, pracując od lewej do prawej, co nazywa się odwrotnym lub wstecznym przejściem. Obie części procesu tworzą ukończony rząd. Naprężenie włóczki jest znacznie luźniejsze niż w standardowym szydełkowaniu lub robieniu na drutach.
Szydełkowanie tunezyjskie można również wykonywać na okrągło, tak jak przy robieniu czapki bezszwowej. Do pracy na okrągło używa się dwustronnego szydełka i dwóch motków włóczki. Pierwszego szydełka i motka używa się do dodawania oczek (nabierania oczek). Gdy proces jest odwrotny (jak opisano powyżej), pętelki są wykonywane za pomocą drugiego szydełka i drugiego motka włóczki. Gdy używa się elastycznego kabla do połączenia dwóch końców dwustronnego szydełka, wystarczy jeden motek włóczki.
Istnieje wiele ściegów, które można utworzyć w zależności od tego, jak i gdzie wbija się szydełko oraz jak trzyma się przędzę roboczą. Ściegi tunezyjskie obejmują wariacje na temat ściegu prawego, lewego, słupkowego i entrelac.
Tkanina tworzona metodą szydełkowania tunezyjskiego jest nieco mniej elastyczna niż normalna szydełkowa i znacznie grubsza, szczególnie ścieg dziergany. Dzięki temu nadaje się najlepiej na koce i zimowe dzianiny, ale nie nadaje się na delikatniejsze rzeczy, takie jak ubranka dla niemowląt i skarpetki. Tkanina ma również tendencję do zwijania się i zwykle wymaga kształtowania poprzez zwilżanie lub parowanie tkaniny (znane jako blokowanie) po zakończeniu.

## Historia nazewnictwa
Szydełkowanie tunezyjskie znane jest pod wieloma nazwami, w tym szydełkowanie afgańskie, szydełkowanie wiktoriańskie, ścieg trykotowy, dzianie szkockie, ścieg księżniczki Fryderyka Wilhelma, królewski ścieg księżniczki, szydełkowanie idioty, szydełkowanie głupca i dzierganie pasterskie.  Pierwsza wzmianka o dzierganiu przy użyciu igieł haczykowych w stylu tunezyjskim pojawiła się w dzisiejszych Niemczech około 1787−1800 r., a następnie we Francji w 1817 r..  Pierwsze użycie słowa "tunezyjski" w odniesieniu do tej formy szydełkowania miało miejsce w 1857 r. w Szwecji (tuniska virkstygn, „ścieg tunezyjski prosty”). 
Termin „szydełkowanie tunezyjskie” po raz pierwszy pojawił się w języku angielskim w amerykańskiej publikacji z 1862 r..
Nie ma wyraźnego związku między Tunezją a szydełkowaniem tunezyjskim; mogło powstać, ponieważ podobne rzemiosło praktykowane jest w Tunezji lub też dlatego, że Tunezja znajdowała się na szlaku handlowym z Egiptu do Europy, gdzie sprzedawano igły haczykowe. 

## Galeria
- Szydełkowanie tunezyjskie kolejne kroki - materiał wideo
- Plik:Szydełkowanie_tunezyjskie_początek.webm
- Plik:Szydełkowanie_tunezyjskie_2.webm
- Plik:Szydełkowanie_tunezyjskie_3.webm
- Plik:Szydełkowanie_tunezyjskie_4.webm
- Plik:Szydełkowanie_tunezyjskie_5.webm
- Plik:Szydełkowanie_tunezyjskie_6.webm

Szydełkowanie tunezyjskie - kolejne kroki
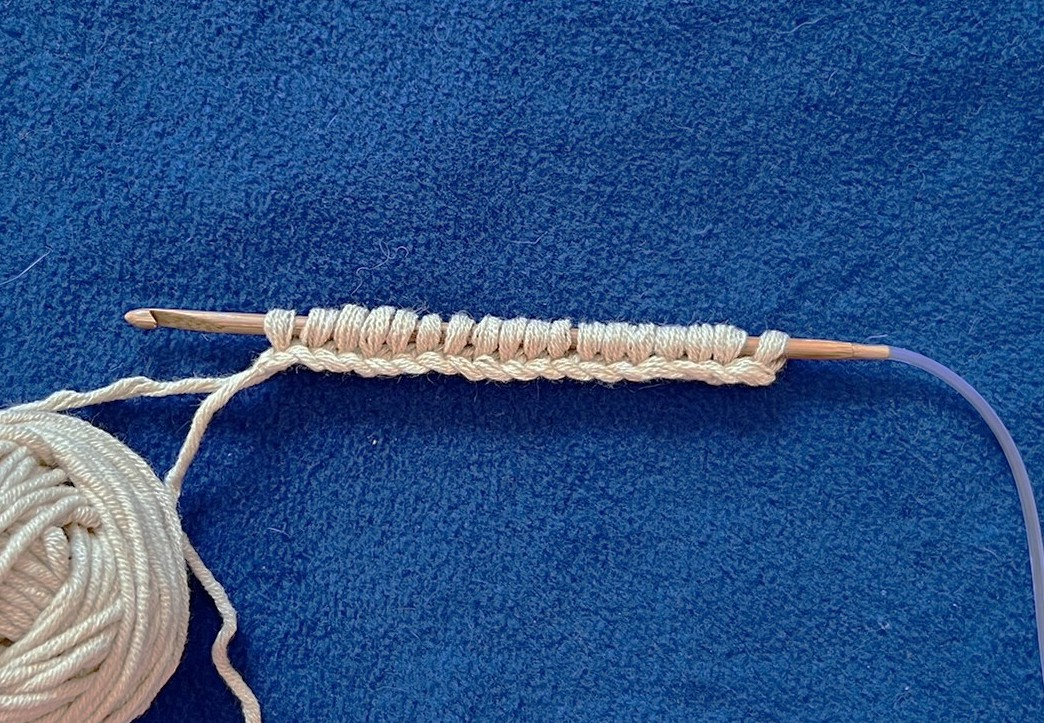
Szydełkowanie tunezyjskie - początek.
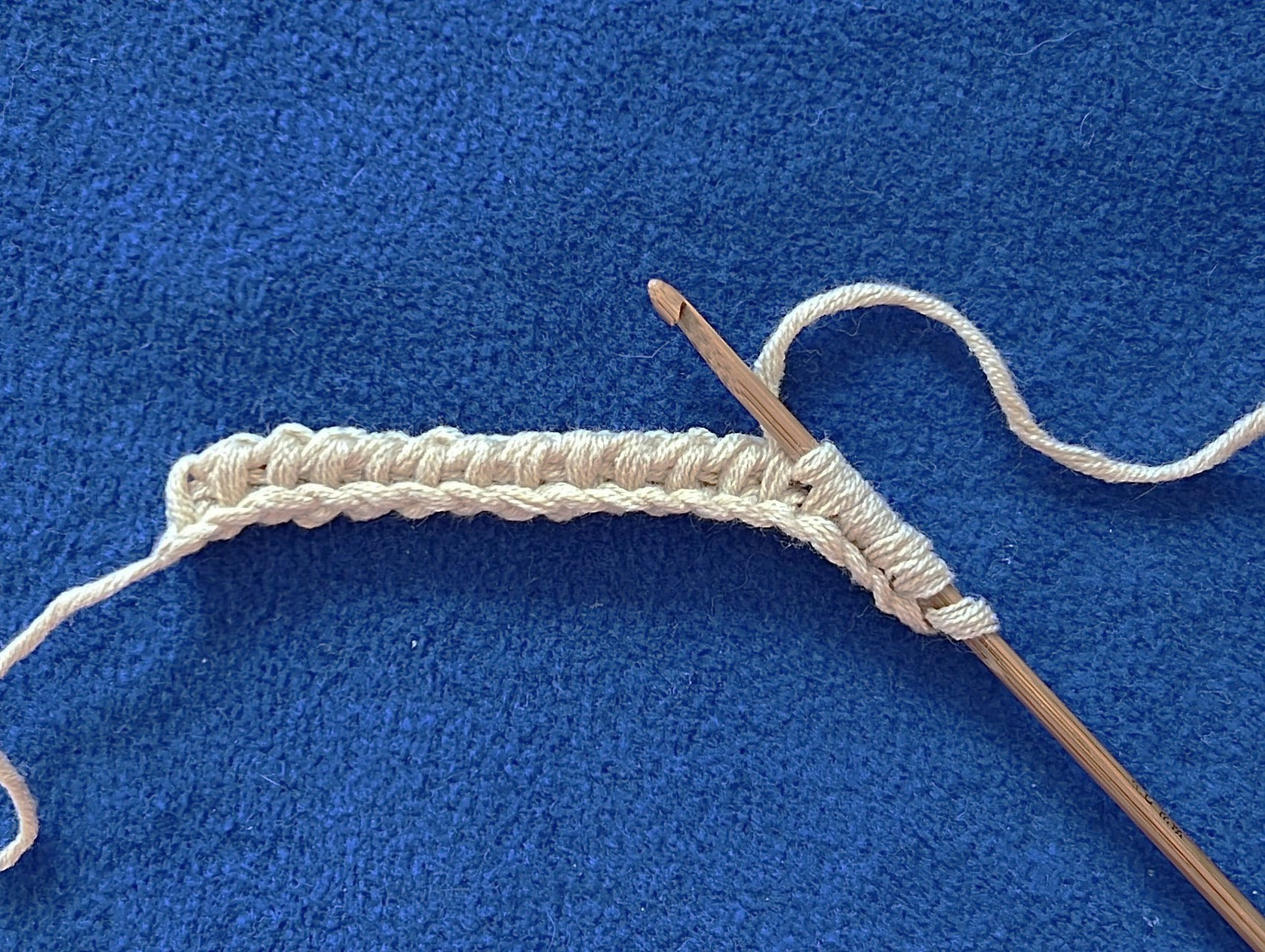
Szydełkowanie tunezyjskie - przerabianie rzędu od lewej do prawej.
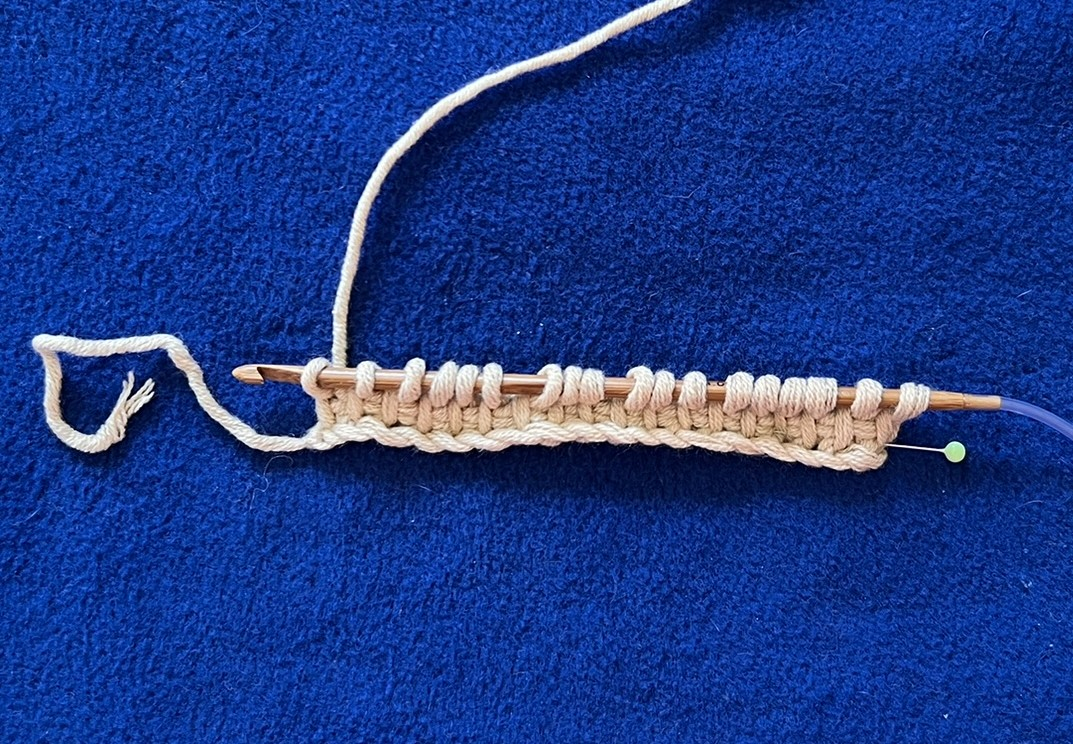
Szydełkowanie tunezyjskie - przerabianie rzędu od prawej do lewej
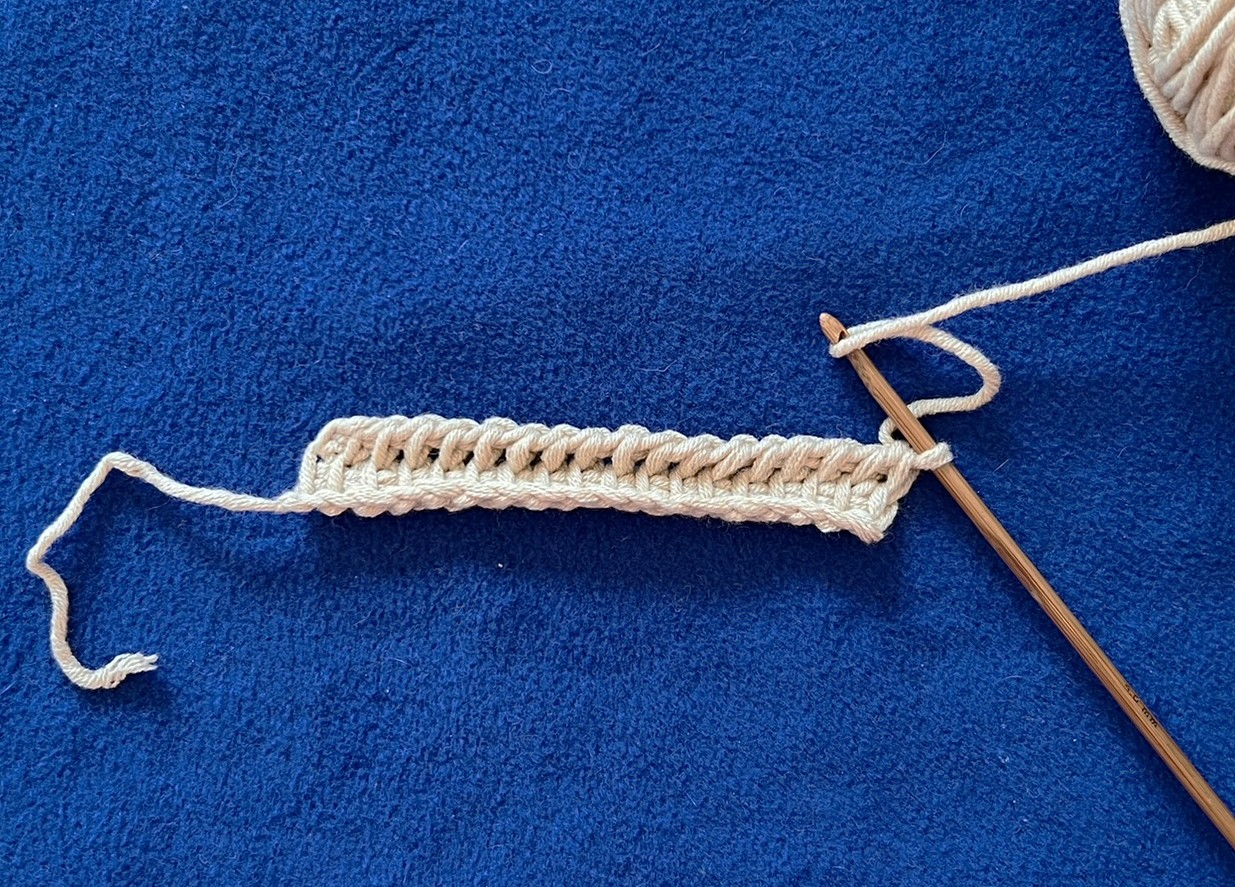
Szydełkowanie tunezyjskie - przerobiony drugi rząd od lewej do prawej.
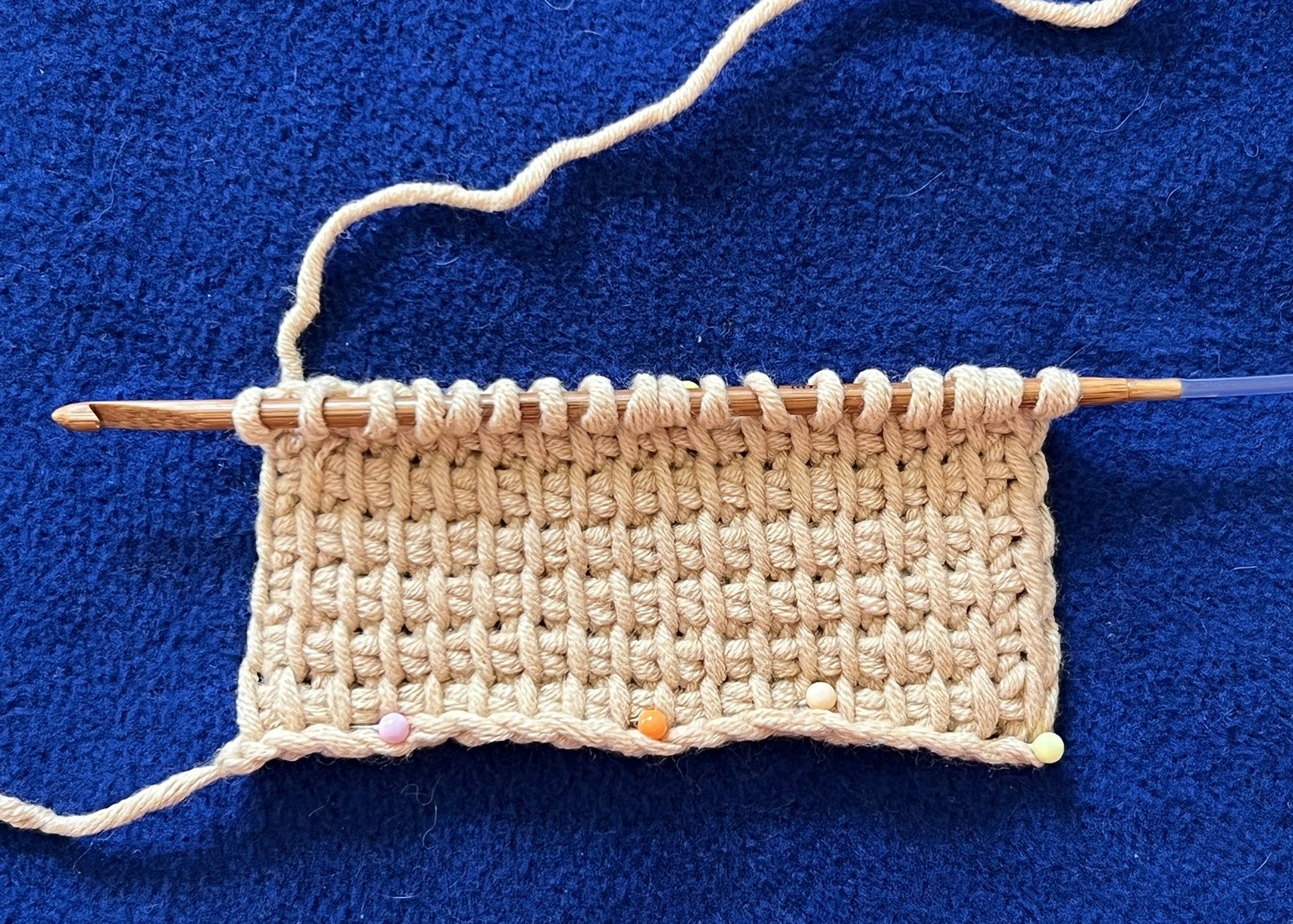
Szydełkowanie tunezyjskie - widok robótki po przerobieniu kilku rzędów.